# Lemniscata di Gerono

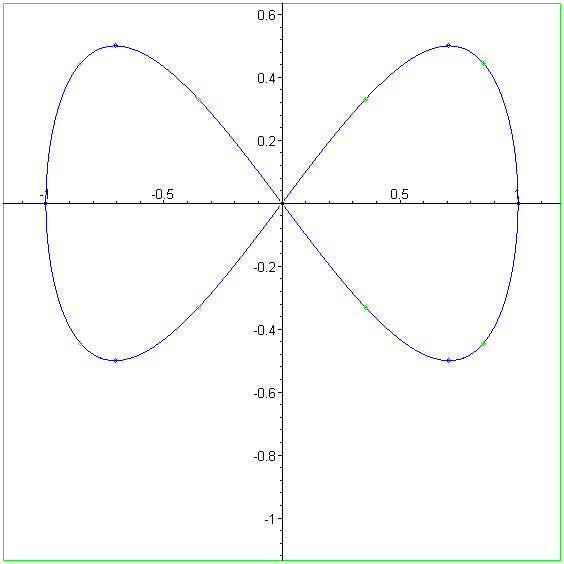
La Lemniscata di Gerono

In geometria algebrica, la lemniscàta di Gerono, o figura a forma di otto, è una curva algebrica di quarto grado di forma ∞, a otto rovesciato. Ha equazione
{\displaystyle x^{4}-x^{2}+y^{2}=0.\;}
Fu studiata da Camille-Christophe Gerono.
La curva può essere parametrizzata da funzioni razionali; un modo per effettuare questa operazione è
{\displaystyle x={\frac {t^{2}-1}{t^{2}+1}},\ y={\frac {2t(t^{2}-1)}{(t^{2}+1)^{2}}}.}
Diversamente dalla Lemniscata di Bernoulli o dalla Lemniscata di Booth, il punto doppio all'origine della Lemniscata di Gerono non è un punto doppio ordinario. La curva duale, disegnata sotto, presenta perciò un carattere differente: la sua equazione è

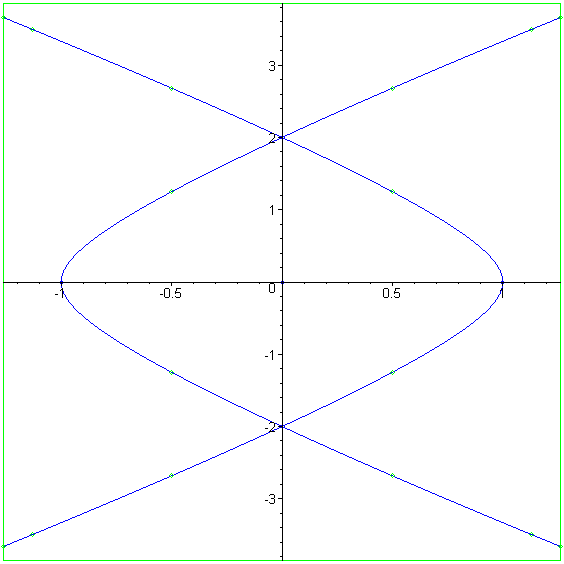
Duale della Lemniscata di Gerono

{\displaystyle (x^{2}-y^{2})^{3}+8y^{4}+20x^{2}y^{2}-x^{4}-16y^{2}=0.\;}